# Thebais (Einsiedelei)
Als Thebaïs (altgriechisch Θηβαϊς) wird eine spezielle Form frühchristlicher Einsiedeleien und deren spätere Nachfolger bezeichnet. Von ihnen ist der Name für bildliche Darstellungen des Eremitenlebens abgeleitet. Der Name Thebais stammt von der Region Thebais in der ägyptischen Felswüste, in der diese Form der Einsiedeleien entstand.